# قطنجة لماع
قطنجة لماع (الاسم العلمي: Cotinga cayana)، هو نوع من فصيلة القطنجية يعيش في ظلة غابة الأمازون في أمريكا الجنوبية.